# Giro de Reggio Calabria
El Giro Reggio Calabria (oficialmente: Giro della Provincia di Reggio Calabria/Challenge Calabria) es una carrera ciclista de un día disputada en la provincia de Calabria, al sur de Italia.
Desde la creación de los Circuitos Continentales UCI en 2005 forma parte del UCI Europe Tour, dentro de la categoría .1 (2.1 si es de varios días, 1.1 si es de un día).

## Historia
De 1920 a 1926 fue una carrera de tres días. De 1928 a 1949 de dos etapas. Desde 1950 se ha convertido en una carrera en línea de un día (a modo de clásica). No se compitió en 2006 y 2007 y en 2008, volvió a ser una carrera por etapas de tres días de duración.
El ganador de 2008 fue el italiano Daniele Pietropolli, que también ganó la etapa final en el sprint por delante del australiano Baden Cooke.
La edición de 2009 volvió a ser de una carrera en línea de un solo día y la victoria fue para Fortunato Baliani del equipo CSF Group-Navigare. El segundo lugar fue para Fabio Taborre y la tercera para Francesco Failli.
En 2010, el evento, fue dividido en cuatro etapas y fue ganado por Matteo Montaguti.

## Palmarés
| Año       | Ganador                   | Segundo                  | Tercero              |
| --------- | ------------------------- | ------------------------ | -------------------- |
| 1920      | Mario Giorgianni          | Luigi Velona             | Giacomo Ragusa       |
| 1921      | no se disputó             | no se disputó            | no se disputó        |
| 1922      | Angelo De Francesco       | Marzio Germoni           | Angiolo Marchi       |
| 1923      | Nello Ciaccheri           | Enea Dal Fiume           | Guido Messeri        |
| 1924-25   | no se disputó             | no se disputó            | no se disputó        |
| 1926      | Nello Ciaccheri           | Marino Pomposi           | Antonio Liguori      |
| 1927      | no se disputó             | no se disputó            | no se disputó        |
| 1928      | Felice Gremo              | Settimo Innocenti        | Leonida Frascarelli  |
| 1929      | Felice Gremo              | Pietro Mori              | Allegro Grandi       |
| 1930      | Luigi Marchisio           | Marco Giuntelli          | Aleardo Simoni       |
| 1931      | Learco Guerra             | Pio Caimmi               | Domenico Piemontesi  |
| 1932-44   | no se disputó             | no se disputó            | no se disputó        |
| 1945      | Giovanni Corrieri         | Mario Fazio              | Arturo De Lorenzo    |
| 1946-48   | no se disputó             | no se disputó            | no se disputó        |
| 1949      | Sergio Pagliazzi          | Angelo Fumagalli         | Danilo Barozzi       |
| 1950      | Fausto Coppi              | Gino Bartali             | Vito Ortelli         |
| 1951      | Luciano Maggini           | Arrigo Padovan           | Waldemaro Bartolozzi |
| 1952      | Gino Bartali              | Fiorenzo Magni           | Giuseppe Minardi     |
| 1953      | Luciano Maggini           | Dante Rivola             | Annibale Brasola     |
| 1954      | Giuseppe Minardi          | Fausto Coppi             | Bruno Monti          |
| 1955      | Rino Benedetti            | Giancarlo Astrua         | Angelo Conterno      |
| 1956      | Giuseppe Minardi          | Cleto Maule              | Adriano Zamboni      |
| 1957      | Gastone Nencini           | Aldo Moser               | Ercole Baldini       |
| 1958      | Angelo Conterno           | Ercole Baldini           | Silvano Ciampi       |
| 1959      | Waldemaro Bartolozzi      | Rino Benedetti           | Angelo Conterno      |
| 1960      | Guido Carlesi             | Gastone Nencini          | Pierino Baffi        |
| 1961      | Dino Bruni                | Vito Favero              | Noè Conti            |
| 1962      | Luigi Sarti               | Antonio Suarez           | Livio Trape          |
| 1963      | Ercole Baldini            | Carlo Brugnami           | Graziano Battistini  |
| 1964      | Diego Ronchini            | Guido Carlesi            | Aldo Pifferi         |
| 1965      | Adriano Durante           | Vito Taccone             | Franco Bitossi       |
| 1966      | Michele Dancelli          | Gianni Motta             | Dino Zandegù         |
| 1967      | Michele Dancelli          | Vittorio Adorni          | Bruno Mealli         |
| 1968      | Michele Dancelli          | Ole Ritter               | Franco Bitossi       |
| 1969      | Vittorio Adorni           | Vito Taccone             | Italo Zilioli        |
| 1970      | Walter Godefroot          | Luigi Sgarbozza          | Patrick Sercu        |
| 1971      | Gianni Motta              | Marcello Bergamo         | Ole Ritter           |
| 1972      | Franco Bitossi            | Albert Van Vlierberghe   | Enrico Paolini       |
| 1973      | Wladimiro Panizza         | Davide Boifava           | Francesco Moser      |
| 1974      | Francesco Moser           | Roger De Vlaeminck       | Constantino Conti    |
| 1975      | Giuseppe Perletto         | Francesco Moser          | Constantino Conti    |
| 1976      | Enrico Paolini            | Franco Bitossi           | Gary Clively         |
| 1977      | Constantino Conti         | Pierino Gavazzi          | Giuseppe Saronni     |
| 1978      | Knut Knudsen              | Gianbattista Baronchelli | Leonardo Mazzantini  |
| 1979      | Giovanni Battaglin        | Bernt Johansson          | Wladimiro Panizza    |
| 1980      | Gianbattista Baronchelli  | Claudio Bortolotto       | Simone Fraccaro      |
| 1981      | Alfio Vandi               | Bernt Johansson          | Claudio Bortolotto   |
| 1982      | Riccardo Magrini          | Michael Wilson           | Giuseppe Martinelli  |
| 1983      | Pierino Gavazzi           | Giuseppe Petito          | Francesco Moser      |
| 1984      | Alfredo Chinetti          | Daniele Caroli           | Roger De Vlaeminck   |
| 1985      | Silvano Riccò             | Palmiro Masciarelli      | Ennio Salvador       |
| 1986      | Guido Bontempi            | Francesco Moser          | Moreno Argentin      |
| 1987      | Tony Rominger             | Stefan Brykt             | Franco Chioccioli    |
| 1988      | Moreno Argentin           | Gianni Bugno             | Emanuele Bombini     |
| 1989      | Adriano Baffi             | Silvio Martinello        | Paolo Cimini         |
| 1990      | Giuseppe Saronni          | Maximilian Sciandri      | Alberto Elli         |
| 1991      | Andrea Ferrigato          | Rolf Aldag               | Germano Pierdomenico |
| 1992      | Davide Cassani            | Giorgio Furlan           | Oliverio Rincón      |
| 1993      | Fabiano Fontanelli        | Stefano Allochio         | Silvio Martinello    |
| 1994      | no se disputó             | no se disputó            | no se disputó        |
| 1995      | Pascal Richard            | Riccardo Forconi         | Davide Rebellin      |
| 1996      | Michele Bartoli           | Alessandro Baronti       | Beat Zberg           |
| 1997      | no se disputó             | no se disputó            | no se disputó        |
| 1998      | Michele Bartoli           | Mirko Celestino          | Eddy Mazzoleni       |
| 1999-2002 | no se disputó             | no se disputó            | no se disputó        |
| 2003      | Aitor González            | Filippo Pozzato          | Fabio Baldato        |
| 2004      | Andris Nauduzs            | Mauro Zinetti            | Dimitri Konyshev     |
| 2005      | Guillermo Rubén Bongiorno | Samuele Marzoli          | Fabio Borghesi       |
| 2006-07   | no se disputó             | no se disputó            | no se disputó        |
| 2008      | Daniele Pietropolli       | Steve Cummings           | Francesco Failli     |
| 2009      | Fortunato Baliani         | Fabio Taborre            | Francesco Failli     |
| 2010      | Matteo Montaguti          | Fran Ventoso             | Daniele Pietropolli  |
| 2011      | Daniele Pietropolli       | José Serpa               | Daniel Oss           |
| 2012      | Elia Viviani              | Daniele Colli            | Elia Favilli         |
| 2013-22   | no se disputó             | no se disputó            | no se disputó        |
| 2023      | Jhonatan Restrepo         | Germán Nicolás Tivani    | Mirco Maestri        |
| 2024      | no se disputó             | no se disputó            | no se disputó        |
| 2025      | Luca Colnaghi             | Davide Bais              | Lorenzo Finn         |

## Palmarés por países
| País      | Victorias |
| --------- | --------- |
| Italia    | 58        |
| Suiza     | 2         |
| España    | 1         |
| Noruega   | 1         |
| Bélgica   | 1         |
| Argentina | 1         |
| Letonia   | 1         |
| Colombia  | 1         |